# Pigmei (mitologie)

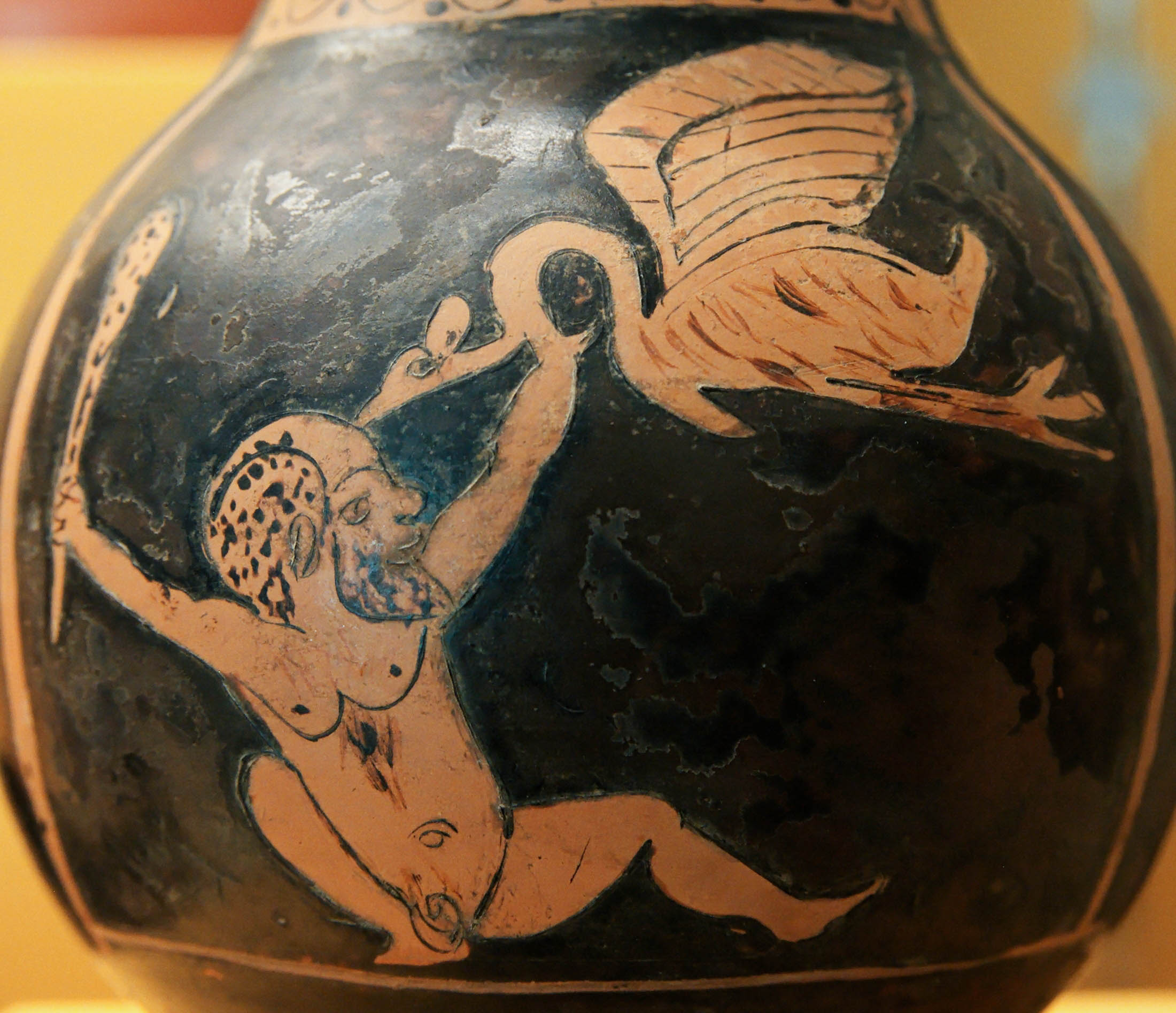
Lupta dintre un pigmeu și un cocor (430-420 î.Hr.).

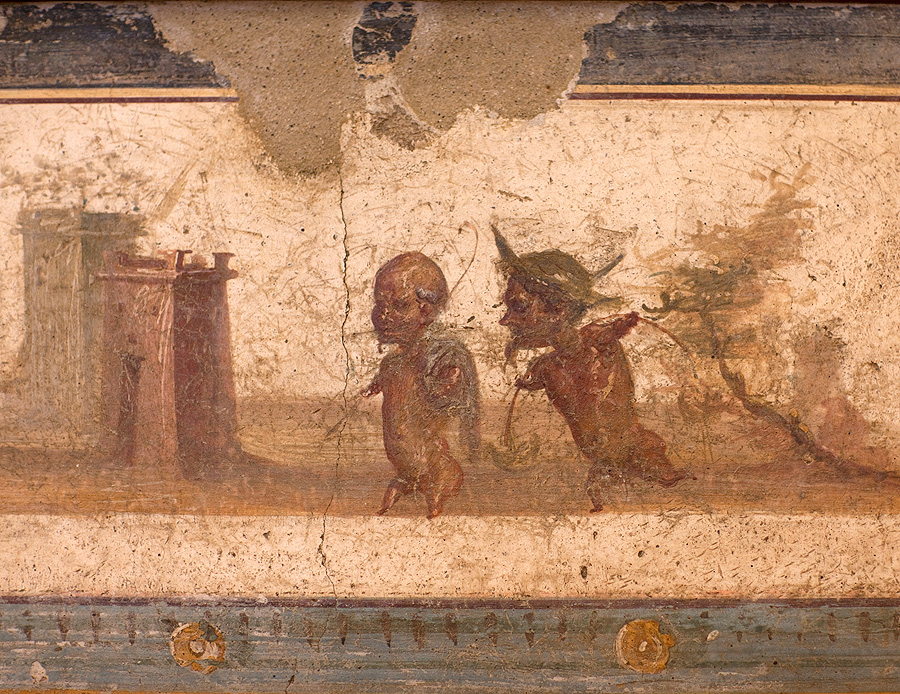
Pigmei, Muzeul de Arheologie din Neapole

Pigmeii (în greacă Πυγμαῖοι) sunt un popor prezent în mitologia greacă. Ei se caracterizau prin foarte mica lor talie și trăiau în regiuni îndepărtate, a căror localizare varia potrivit autorilor, în general în sudul Egiptului , dar uneori în India.

## Etimologie
Termenul din română pigmeu este împrumutat din franceză Pygmée, care, la rândul său, este preluat din limba greacă: pygmaios, care are semnificația „înalt de un cot” și din latină Pygmaeus; acest cuvânt își trage originea din alt cuvânt grecesc, pygme, care desemnează o măsură de lungime, „cotul elenic”, estimat la 31,6 cm. 
Acest termen, pigmei („oameni pitici”, în traducerea lui George Murnu), apare, pentru prima dată, în literatura greacă, în Iliada de Homer:
„Țipă sub cerul întins tot astfel un stol de cucoare,

Care de iarnă fugind și de vlog, de pluina tomnie,
Zboară cu strigăte peste Ocean și se lasă departe,
Unde amenință pe oameni pitici cu omor și pieire
Și năpădindu-i din zori duc vajnică harță cu dânșii.”—Homer, Iliada, cântul III, v. 3 - 7, p.72.
Aceste versuri din Iliada se pare că fac aluzie la o enigmatică populație având o talie excesiv de redusă care ducea o luptă continuă de supraviețuire contra stolurilor de cocori migratori. Siturile de reproducere ale acestor păsări fiind situate foarte departe, în Africa ecuatorială, dificultatea de cunoaștere a unei populații tot atât de îndepărtate a constituit întotdeauna o problemă pentru istorici.

## Absența dovezilor arheologice
Descoperirea unor populații, a căror talie oscila în jurul unui metru și treizeci de centimetri, în secolul al XIX-lea, în Africa ecuatorială, a provocat o confuzie între pigmeii din mitologia greacă și această nou descoperită populație de oameni de talie mică. Dificultățile de efectuare a unor săpături în aceste locuri greu accesibile nu au permis, se pare, descoperirea deocamdată a unor oseminte ale veritabililor pigmei, deși a fost demonstrată existența, în paleolitic, a unor rase pitice în Europa, de cercetătorii elvețieni Jakob Nüesch și Julius Kollmann. Descoperirea  unei noi specii de oameni, înalți de doar un metru, în insula Flores, în apropiere de Java, în septembrie 2003 , Homo floresiensis, aruncă o lumină pertinentă asupra existenței acestei rase „fabuloase” în care credeau vechii autori greci.